# Panicum ruspolii
Panicum ruspolii är en gräsart som beskrevs av Emilio Chiovenda. Panicum ruspolii ingår i släktet vipphirser, och familjen gräs. Inga underarter finns listade i Catalogue of Life.